# Näsviken, Strömsunds kommun
Näsviken är en tätort i Ströms distrikt (Ströms socken) i Strömsunds kommun i Jämtlands län. Invånarna uppgick 2010 till 203 i antalet.
Näsviken utgör en del av centralorten Strömsund, närmast söder om Strömsundsbron.

## Befolkningsutveckling
| Befolkningsutvecklingen i Näsviken 1980–2020 | Befolkningsutvecklingen i Näsviken 1980–2020 | Befolkningsutvecklingen i Näsviken 1980–2020 | Befolkningsutvecklingen i Näsviken 1980–2020 | Befolkningsutvecklingen i Näsviken 1980–2020 |
| -------------------------------------------- | -------------------------------------------- | -------------------------------------------- | -------------------------------------------- | -------------------------------------------- |
|                                              |                                              |                                              |                                              |                                              |
| År                                           |                                              |                                              | Folkmängd                                    | Areal (ha)                                   |
| 1980                                         | 1980                                         |                                              | 241                                          |                                              |
| 1990                                         | 1990                                         |                                              | 282                                          | 110                                          |
| 1995                                         | 1995                                         |                                              | 240                                          | 64                                           |
| 2000                                         | 2000                                         |                                              | 228                                          | 64                                           |
| 2005                                         | 2005                                         |                                              | 221                                          | 65                                           |
| 2010                                         | 2010                                         |                                              | 203                                          | 65                                           |
| 2015                                         | 2015                                         |                                              | 226                                          | 82                                           |
| 2020                                         | 2020                                         |                                              | 218                                          | 83                                           |
| Anm.: Ny tätort 1980                         |                                              |                                              |                                              |                                              |

## Näsviken på film
Filmen Badarna från 1968 utspelar sig på orten och är också inspelad där. Filmen regisserades av Yngve Gamlin och premiärvisades på biografen Saga i Strömsund.